# Neopetalia punctata
Neopetalia punctata is een libellensoort uit de familie van de vlekvleugels (Neopetaliidae), onderorde echte libellen (Anisoptera).
De soort staat op de Rode Lijst van de IUCN als onzeker, beoordelingsjaar 2006.
De wetenschappelijke naam van de soort is voor het eerst geldig gepubliceerd in 1854 door Hagen in Selys.